# レオンティウス (僭称者)

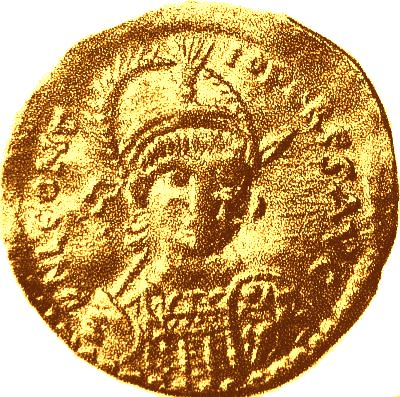
アンティオキアで鋳造された、レオンティウスのソリドゥス金貨

レオンティウスまたはレオンティオス (ギリシア語: Λεόντιος, Leòntios; 488年没) は、東ローマ帝国の将軍。484年から488年にかけて、ゼノンの帝位を狙い反乱を起こした。

## 生涯
レオンティウスはダリサンドス出身のシリア人だった。彼はゼノンのもとでマギステル・ミリトゥム・ペル・トラキアス (トラキアの帝国軍長官)となった。
484年、将軍のイッルスがゼノンに反旗を翻した。ゼノンはレオンティウスを討伐軍の司令官として派遣したが、彼はイッルスに説得されて反乱側に寝返った。ゼノンはイサウリア出身の人物であるため、帝国の首都コンスタンティノープルの住民にも蛮族とみなされ不人気であった。それゆえ、475/6年にはバシリスクスに帝位を一時奪われる事態になっている。イッルスもイサウリア人であったため、彼は自分ではなくレオンティウスを帝位に推した。
484年7月19日、占星術師たちが吉日としたこの日に、レオンティウスはタルススで皇帝即位式を行った。先帝レオ1世の未亡人ウェリナがレオンティウスに帝冠をかぶせるとともに、東方管区やエジプト管区の総督たちに帰順を求める書簡を送った。レオンティウスはアンティオキア市に皇帝として認められ、7月27日にこの町に入り、周辺の各地も回った。ゼノンが行動を起こす前に、レオンティウスは高官を任命し、硬貨を鋳造する余裕もあった。
ゼノンはローマ人と東ゴート族からなる討伐軍を派遣した。司令官テオドリックとスキタイ人ヨハネスは、8月8日にアンティオキア付近で反乱軍を破った。イッルスとレオンティウスはパプリウス城に立てこもり、反乱兵の残党と共に4年間耐え続けた。488年、反乱軍内での裏切りが起き、城は陥落した。レオンティウスは死刑判決をうけてセレウキアで斬首され、首級はゼノンのもとに送られた。
イッルスとレオンティウスはカルケドン派の信者だったためアンティオキア総主教カッランディオンに支持されたが、それ以外からの支持を集めることがなかなかできなかった。異教徒の中でも、詩人・哲学者・予言者のパンプレピウスなどは反乱を支持した。